# Neohaploglenius flavicornis
Neohaploglenius flavicornis är en insektsart som först beskrevs av Robert McLachlan 1871.
Neohaploglenius flavicornis ingår i släktet Neohaploglenius och familjen fjärilsländor. Inga underarter finns listade i Catalogue of Life.